# Scleraxonia
Scleraxonia Studer, 1887 è un sottordine di octocoralli dell'ordine Alcyonacea.

## Descrizione
Il sottordine comprende gorgonie caratterizzate da uno scheletro assile di consistenza cornea, formato in prevalenza da una proteina detta gorgonina, privo di lamelle concentriche di carbonato di calcio, ma rivestito da abbondanti scleriti calcarei più o meno saldati tra loro; in alcuni casi (p.es. Corallium rubrum), gli scleriti sono così cementati da far assumere alla colonia una consistenza rocciosa, simile a quella degli Scleractinia.

## Distribuzione e habitat
Scleraxonia ha una distribuzione cosmopolita essendo presente in tutti gli oceani, nonché nel mar Mediterraneo.

## Tassonomia
Il raggruppamento comprende le seguenti nove famiglie:
- Anthothelidae Broch, 1916
- Briareidae Gray, 1859
- Coralliidae Lamouroux, 1812
- Melithaeidae Gray, 1870
- Paragorgiidae Kükenthal, 1916
- Parisididae Aurivillius, 1931
- Spongiodermidae Wright & Studer, 1889
- Subergorgiidae Gray, 1859
- Victorgorgiidae Moore, Alderslade & Miller, 2017